# Вернигора (видавництво)
Вернигора — українське видавництво 1916—1948 рр., засноване Братством самостійників, спеціалізувалося на випуску різнотематичної літератури національного спрямування. Директор — П. Кашинський.

## Заснування
8 вересня 1916 студентський гурток на чолі з В. Отамановським у Петрограді (за іншою версією — у Москві) заснував легальне кооперативне видавництво «Вернигора».
Названо на честь кобзаря Вернигори, який, за легендою, був наділений даром віщування і передбачав самостійність України в майбутньому.
Ідея незалежності, яку пропагувало Братство самостійників, визначала репертуар, художнє оформлення і змістове наповнення видань. 
«Вернигора» розміщувалась у Києві за адресою: вул. Львівська, 33, помешкання 28, згодом — Фундукліївська, 19.

## Видавничий знак
У центрі знаку зображено дзвін, всередині якого — літера «В». Цей елемент символізував пробудження національної свідомості українського народу, актуалізацію інтересів самостійництва, незалежності, здобувати і відстоювати яку можливо потрібно і за допомогою зброї, про що свідчить зображення шолому у верхній частині видавничого знака. Ще один елемент — полум'я свічки — поширення ідей просвіти та освіченості серед мас. Символічний видавничий знак цілком відповідав меті діяльності видавництва.
На дитячих виданнях В. на знакові зображено двох дітей, які вирощують нове дерево в саду. Символічний малюнок проводить аналогію з ростом нової незалежної держави та підростанням нового покоління українства, вихованого на найкращих зразках літератури.

## Періоди діяльності

### Український період (1916—1921)
В. видає агітаційну літературу (листівки, плакати, брошури і книжки), що мало на меті поширення самостійницьких ідей засновника видавництва. На всіх політичних брошурах В. містилося гасло: «Через національно-територіальну автономію до Самостійної України!».
За п'ять місяців діяльності В. видала 22 назви книжок та брошур загальним накладом 510 000 примірників і листівок, плакатів та портретів накладом 350 000 примірників. До кінця 1917 вийшли друком понад 30 передруків і кілька нових книжок. Ці видання об'єднувались у серії: літературно-історична, класична, наукова, дитяча, військова, юнацька, політично-агітаційна. З 1917 р. В. фінансується Центральною Радою.
В. підтримала ідею видавництва «Час» створити у Кам'янець-Подільському університеті Фонд українських видавництв і зібрати для цього необхідні кошти.
У листопаді 1917 створює книгарню «Українська республіка». Ще одна книгарня розташовувалась на вул. Володимирській, 43. Друк видань здійснювався у друкарні видавництва «Час», друкарні Н. Солодаря, друкарні Київської Губерніальної Народної Управи, друкарні Товариства «Криниця», друкарні Ставропигійного інституту у Львові під управою Ю. Сидорака, у тогочасному Липовці на Київщині, лаврській друкарні.
1919 приміщення контори і книгарні В. реквізували для Добровольчої армії.

### Віденський період (1918–1923, періодично з1939)
У Відні В. розташовувалася на Шлессельгассе, 11, пансіонат «Енгель». За активної участі В. Отамановського В. видала низку шкільних підручників українською мовою: 6 з географії, 4 читанки, 4 зі співу, 2 з історії України, 1 з української граматики, 1 з латинської мови, 1 з фізики, 1 з геометрії, 1 з природознавства і 1 молитовник. Серед них варто назвати «Латинську граматику» Калішевського, «Українську читанку для першої кляси середніх шкіл» та «Руску читанку для першої кляси середних шкіл у Львові» А. Крушельницького, «Науку природи: вступні відомости на 1 клясу ґімназіяльну та для народніх шкіл» П. Бера у перекладі з французької мови під редакцією Т. Губенка, «Зоольогію для вищих початкових шкіл та гімназій» і «Людина: опис будови людського тіла для шкільної та самоосвіти» І. Раковського, «Початкову ґеоґрафію для народніх шкіл» С. Рудницького, «Фізику для вищих початкових шкіл» Ф. Шіндлера у перекладі А. Сабата. Наклади становили від 50 до 200 000 примірників. Друкована продукція перевозилась в Україну.
На постійну основу ставить друкування картографічних видань, оскільки великі поліграфічні можливості дозволяють випускати у світ значно якіснішу продукцію (мапи друкувались у друкарні Ф. Бернта). Звідси було випущено: Шкільну мапу Європи, Шкільну мапу Азії, Стінну фізичну карту Європи, Стінну фізичну карту Азії, Стінну фізичну карту Африки, Стінну фізичну карту Північної Америки, Стінну фізичну карту Південної Америки, Стінну фізичну карту Австралії і Океанії, Стінну фізичну карту півкуль тощо. Деякі з видань вдавалося перевезти в Україну.
У 1920 В. ініціює утворення Союзу українських видавців, метою якого був збут готової видавничої продукції, її перевезення в Україну.
Пошук авторів для написання підручників у Відні був складним. Тому В. вирішує замовляти потрібні видання конкретним людям. Таким чином, наприклад, вийшла у світ «Коротка історія України для початкових шкіл та 1-ї кляси гімназії» І. Крип'якевича.
У 1921 році виходить друком перша частина підручника з географії А. Хомика; перша частина «Української граматики: підручник для першого року навчання в народніх школах та для підготовчого класу шкіл середніх» І. Огієнка; «Курс історії України: для вищих кляс середніх шкіл» Д. Дорошенка.

### Мюнхенський період (1946—1948)
Після закінчення Другої світової війни В. з'являється у Мюнхені. Вступ радянських військ до Відня у квітні 1945 року змусив емігрувати учасників видавничого товариства саме до Мюнхена, великого культурного центру, який, до того ж, після війни перебував у американській зоні окупації.
За два роки діяльності В. випустила у світ кілька брошур, підручників: М. Андрусяк «Тризуб», Н. Вояковський «Молебен до Пресвятої Богородиці Цариці України», М. Дольницький «Географія України», Я. Петришин «Логіка», В. Радзикевич «Історія української літератури» у двох частинах, С. Баран «Митрополит Андрей Шептицький. Життя і діяльність», М. Терлецький «Нарис історії середньовіччя».

## Редакторський колектив
Редакторами Вернигора були: Валентин Отамановський, Артим Хомик, Василь Тодосів (Химерик), Ігор Федів, Кирило Стеценко. Над художнім оформленням і редагуванням працювали Охрім Судомора, Борис Шіппіх, П. Лапин, Михайло Жук, Іван Мозалевський.

## Видавничий репертуар

### Пропагандна література
Братство самостійників намагалося поширювати тенденційну інформацію для підтримки національної ідеї. Здебільшого така інформація містила емоційне спрямування для ефективнішого впливу на свідомість читача. Такий метод виявлявся, насамперед, у вживанні характерних емоційно-забарвлених слів («москалик», «Сини України» у формі звертання, «віроломна Москва» тощо).
Пропагандна діяльність відбувалася за допомогою поширення таких видів видань, як листівки, плакати, брошури.
Зміст плакатів («Як жив український нарід», «Як Московщина визискує Україну») містив історичні факти, передусім ті, що були важливими для розуміння політичної ситуації, що склалася на той час. Висвітлення і засвоєння історичних знань повинно було неодмінно сприяти пробудженню свідомості національної, розумінню власної громадянської позиції, впевненості в ідеї незалежності України та готовності до її захисту.
В. видала низку брошур націоналістичного змісту (які стверджували перевагу національного питання над соціальними, самобутність українського народу), наприклад: «Катехизм українця», «Українці та москвини», «Гетьман Іван Мазепа», «Гетьман Полуботок», «Гетьман П. Дорошенко». Характерно, що на всіх політичних брошурах у вигляді епіграфа було зазначено такі слова І. Франка: «Чи ще ж бо ви мало наслужилися Москві та Ляхові?».
Листівки наповнювалися ілюстративним матеріалом і коротким гаслом. В. друкувала чотиристорінкові видання з портретами українських гетьманів і антиросійськими написами й патріотичними цитатами («Гетьман Павло Полуботок», «Гетьман Петро Дорошенко», «Сотник Богдан Хмельницький» тощо). До серії листівок, випущених у роки визвольних змагань, належать «Чужого не хочу, а свого не віддам», «Ой лили ми кров за чужу чужину», «Братерство і рівність», «Згинуть наші вороги, як роса на сонці». Автор — Б. Шіппіх.
Серед інших листівок: «Гадяцький трактат [1658 р.]», «Україно-Турецький трактат [1668 р.]», «Україно-Шведський Трактат [1708 р.]», «Не дамо ж бо землі Української посоромити! [Про кн. Святослава]» (під текстами були набрані заклики: «Українці! Пам'ятайте, як славні предки наші боронили честь рідного краю!», Новаківський О. «Ярослав Осмомисл»; Жук М. «Казка»; Жук М. «Портрет І. Шрага»; Жук М. «Портрет М. Коцюбинського»; Жук М. «Чорне і біле».

### Навчальна література
Самостійницькі ідеї не знайшли широкої підтримки серед старшого покоління, тому В. вирішує виховувати на таких принципах молодь, у руках якої було майбутнє української держави. Ідея українізації освіти і відновлення української самобутності таким способом було національно важливою метою, що відповідало програмним установам засновника В.
Співпрацює з Міністерством народної освіти (підписує угоду про випуск підручників С. Рудницького «Початкова географія для народніх шкіл» «Початкову географію для середніх шкіл», «Мапу вправ по історії та географії України»; С. Рудницького та І. Крип'якевича «Історичний атлас для середніх шкіл» (12 мап); С. Рудницького «Основи географії для середніх шкіл» (ІІ—IV кл.) у трьох частинах: «Географія позаєвропейських країн» (ч. 1), «Географія Європи» (ч. 2); «Географія України»).
Усі видання, незважаючи на досить короткі терміни, зазначені в замовленні, були виконані вчасно. Друк більшості з них було здійснено за кордоном — у Відні, де на цей час створюється потужний осередок В. Тут працює (завідує технікою друку) В. Отамановський. Поліграфічна база також дозволяла друкувати якісні мапи, яких потребували, насамперед, підручники з географії. Перевезення до України виготовленого накладу було проблематичним, тому Рада Міністрів невдовзі ухвалює закон про скасування мита, яке накладалося на закордонні видання української книги.
Друк підручників здійснювався у Відні.

### Художня література
Видання художньої літератури здійснювалося здебільшого у вигляді брошур: швидкість їх поширення була запорукою ефективного вивчення літератури серед народних мас, а низька ціна формувала попит серед селян.
В. видає твори українських письменників («Іван Вишенський. На святоюрській горі» І. Франка, «Юда» О. Кобилянської), зарубіжних класиків (перекладені В. Отамановським англійську легенду «Чайльд Горн», а також казки Гауффа і Бехштайна, казки Шахерезади «Тисяча й одна ніч», «Пригоди Робінзона Крузо» (переклад В. Отамановського), «Книга джунглів» P. Кіплінґа, «Фауст» Й. Ґете (в перекладі Д. Загула) «Декамерон» Д. Бокачіо, «Подорож довкола землі» Ж. Верна, «Тартюф» Ж. Мольєра).
Збірка новел В. Залозецького «Під осіннім небом», випущена у Відні 1921, має якісне художнє оформлення: форзац ілюстрований, титул прикрашено віньєтками, декоративні шрифти використано для заголовків (які подано на всю сторінку), текст починається буквицею. На звороті титулу розміщено присвяту І. Креплєр. Елементи оформлення виконано в єдиному стилі на всіх сторінках збірки.

### Дитячі видання
Представлені народними й авторськими казками та байками. У підготовці таких видань значна увага приділялась художньому оформленню, яке повинно було розвивати зорову пам'ять, образне мислення цільової аудиторії. З цією метою В. співпрацювала з художниками (П. Лапином, М. Жуком та ін.). Дитячі видання переважно були невеликого формату і обсягу, і низька ціна, відповідно, сприяла підвищенню попиту на них.
Становили основний тематичний напрям видавництва «Проліски», що входило до видавничого товариства В. Значна увага приділялась виданню дитячих творів І. Франка, С. Руданського. Оформлення відповідало особливостям дитячого сприйняття: ілюстративне наповнення становить понад 60 %; текст займає 3-4 рядки на сторінці, 2-7 слів у рядку.
Напрям видання дитячої літератури репрезентує чотиритомне видання казок братів Грімм у перекладі М. Харченка, В. Супруна, Д. Корауна під редакцією І. Труби. Книжка містить 180 малюнків. Для заколовків використано декоративні шрифти. Текст прикрашений буквицями і заставками. Колонтитули і колонцифри розміщено вгорі сторінки. Зміст наприкінці книжки подає перелік 26 казок, внесених до цього тому.

### Музичні видання
Видавала філія В. — «Кобза». Підтримувала становлення музичної освіти («Початковий курс нотного співу» та «Шкільний співаник» К. Стеценка).
В умовах політики уряду УНР щодо створення національних засад розбудови державного мистецтва (заснування Київської опери, української музичної драми, планувалося створити демократичне музичне товариство) В. фінансово підтримувала створення й утримання цих закладів.
Друк нотних видань О. Кошиця, К. Стеценка, М. Леонтовича відбувався у Відні.

### Наукові видання
Цей напрям можна розглянути на прикладі брошури М. Андрусяка «Тризуб», випущеної 1947 в Мюнхені. Видання містить більше декоративних елементів оформлення, ніж його українські попередники. Допоміжна частина (у брошурі!) досить змістовна, її структурування і порядок розміщення забезпечує зручність користування і читацького опрацювання. Видання містить передмову, в якій аналізується українська література на тему тризуба. Наприкінці розміщено бібліографію, список ілюстрацій, а також дві вклейки: перша має формат у два рази більший за формат видання, і подає всі зображення гербів, на які є посилання в основному тексті; інша інформує читача про помилки, допущені видавництвом під час редакційного опрацювання і друку видання.

## Значення діяльності
В. за 32 роки своєї діяльності тривалий час було потужним осередком української видавничої справи. Політика засновника визначила мету такої діяльності: творення самостійної української держави, її культурного підґрунтя зокрема. Її вплив простежується у формуванні громадянської позиції, патріотичних настроїв серед українства за доби національно-визвольних змагань; розвитку шкільництва та підвищення освітнього рівня загалом; вихованні молоді на засадах ідей самобутності українського народу й обов'язку захисту його незалежності; піднесенні літературного процесу; становленні повноцінного у тематичному плані видавничого ринку; розвитку художнього мистецтва, музичного зокрема; формуванні міжнародного іміджу України на міжнародному книжковому ринку.
Видавничий репертуар, створений В., є значним внеском до національного книжкового фонду, показником високого рівня культури видань, визначним фактором розвитку видавничої справи упродовж усього ХХ ст.